# Paratanytarsus kiefferianus
Paratanytarsus kiefferianus är en tvåvingeart som först beskrevs av Maurice Emile Marie Goetghebuer och Lenz 1938.  Paratanytarsus kiefferianus ingår i släktet Paratanytarsus och familjen fjädermyggor. Inga underarter finns listade i Catalogue of Life.